# Bagnères-de-Bigorre
Bagnères-de-Bigorre (okcitánsky/gaskoňsky Banhèras de Bigòrra) je malé lázeňské město ve Francii. Leží na úpatí Pyrenejí v regionu Midi-Pyrénées, départementu Hautes-Pyrénées, v historickém okresu Bigorre. Žije zde přibližně 7 100 obyvatel, protéká jím řeka Adour.

## Ekonomika
Ekonomika města stojí především na příjmech z cestovního ruchu – lázeňství a hoteliérství.

## Partnerská města
- Alhama de Granada, Španělsko
- Granarolo dell'Emilia, Itálie
- Tutzing, Německo